# Kościół Wniebowzięcia Najświętszej Maryi Panny i św. Antoniego w Gnieźnie
Kościół Wniebowzięcia Najświętszej Maryi Panny i św. Antoniego w Gnieźnie – zamieszkały przez braci franciszkanów konwentualnych Prowincji Gdańskiej. Jest również kościołem parafialnym parafii pod wezwaniem Wniebowzięcia Najświętszej Maryi Panny w Gnieźnie, należącej do dekanatu gnieźnieńskiego I archidiecezji gnieźnieńskiej. Mieści się przy ul. Franciszkańskiej, na Wzgórzu Panieńskim. 
Kościół wczesnogotycki, fundacji Przemysła II z ok. 1270, dwunawowy z wieżą z XV w., przebudowany w XVIII (odnowiony) i XX w. (regotyzowany). Obecnie wystrój barokowy (głównie XVIII w.). Ławy rokokowe 1760-1770, stalle rokokowe z 1767. W głównym ołtarzu barokowym Obraz Matki Bożej Pocieszenia – Pani Gniezna z I ćw. XVII w. Od południa do nawy dobudowana kaplica w IV ćw. XVIII w. Po północnej stronie nawy dawne oratorium klarysek, pierwotnie gotyckie, przebudowane po pożarze z 1613. Sklepienie prezbiterium krzyżowo-żebrowe z XIII w., podobne sklepienie nawy zrekonstruowane. Okna ostrołukowe z maswerkami w większości zrekonstruowane. 
Wewnątrz uznawany za cudowny obraz Matki Bożej Pocieszenia, koronowany przez Jana Pawła II podczas papieskiej pielgrzymki do Polski w 1997, relikwie bł. Jolenty, za sprawą której nieopodal wzniesiono klasztor klarysek. Kościół parafialny od 1925.

## Galeria

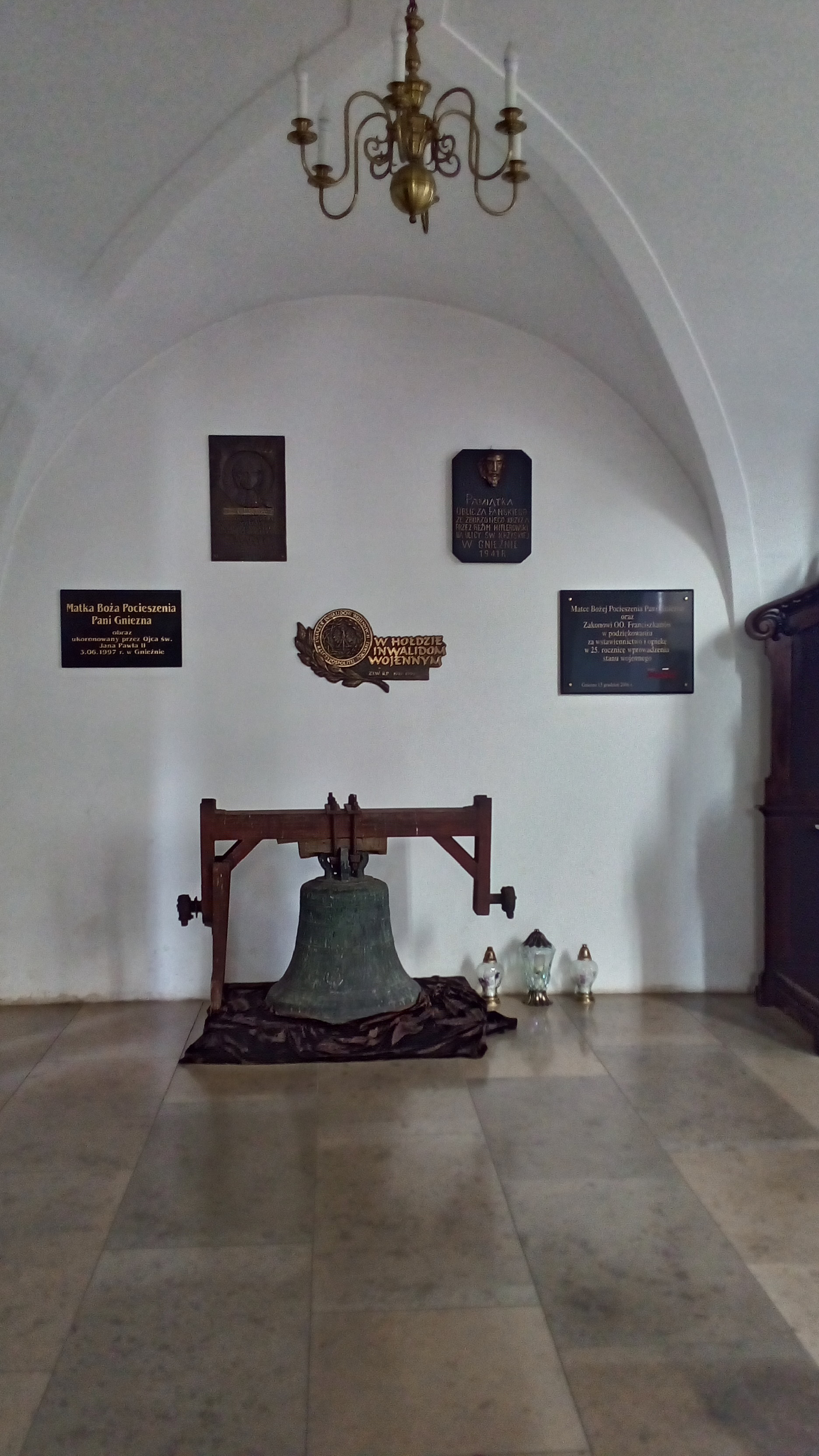
Ściana pamięci ze starym dzwonem zdjętym z wieży w 2017 roku
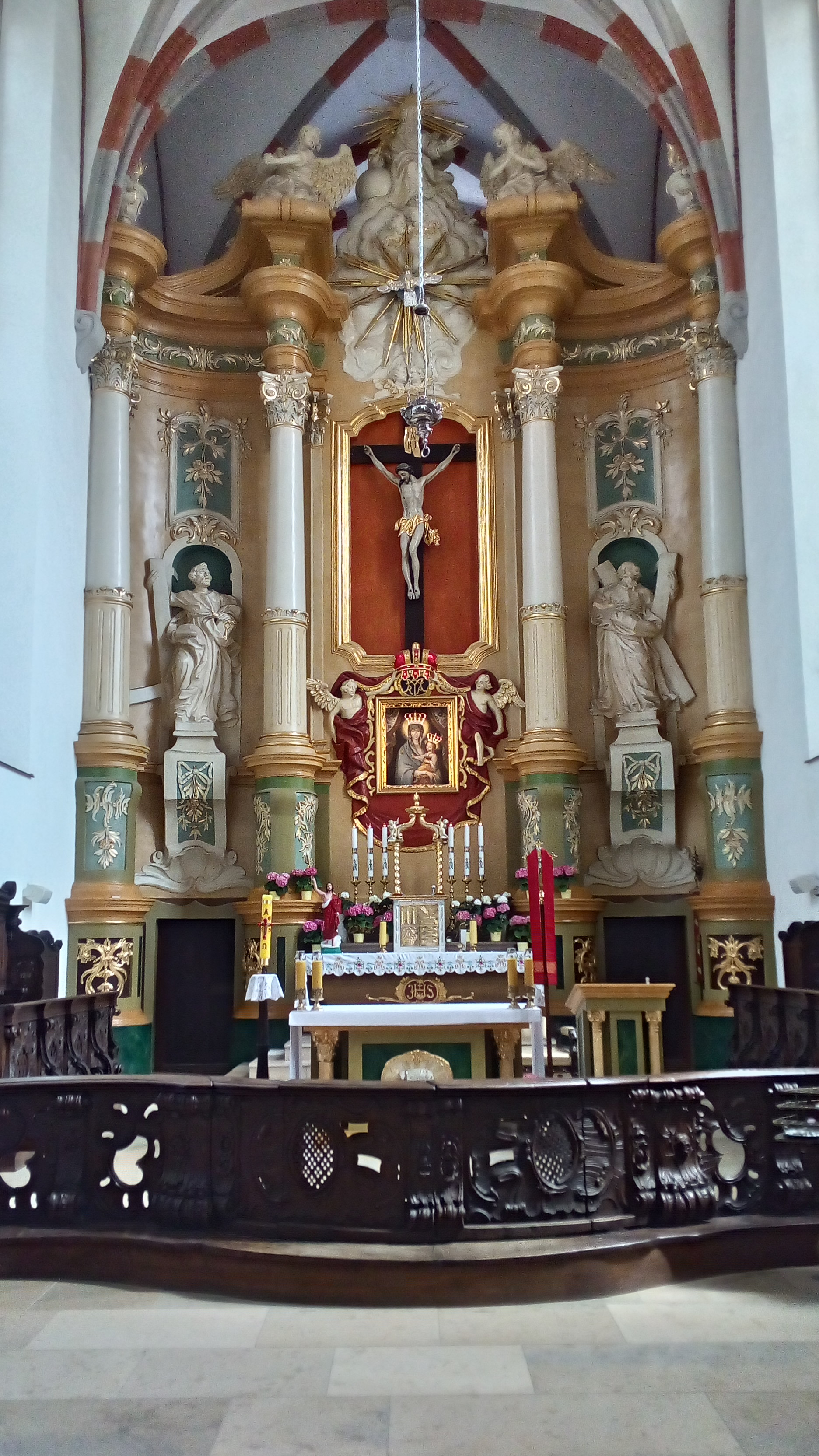
Ołtarz główny wraz z obrazem Matki Bożej Pocieszenia Pani Gniezna
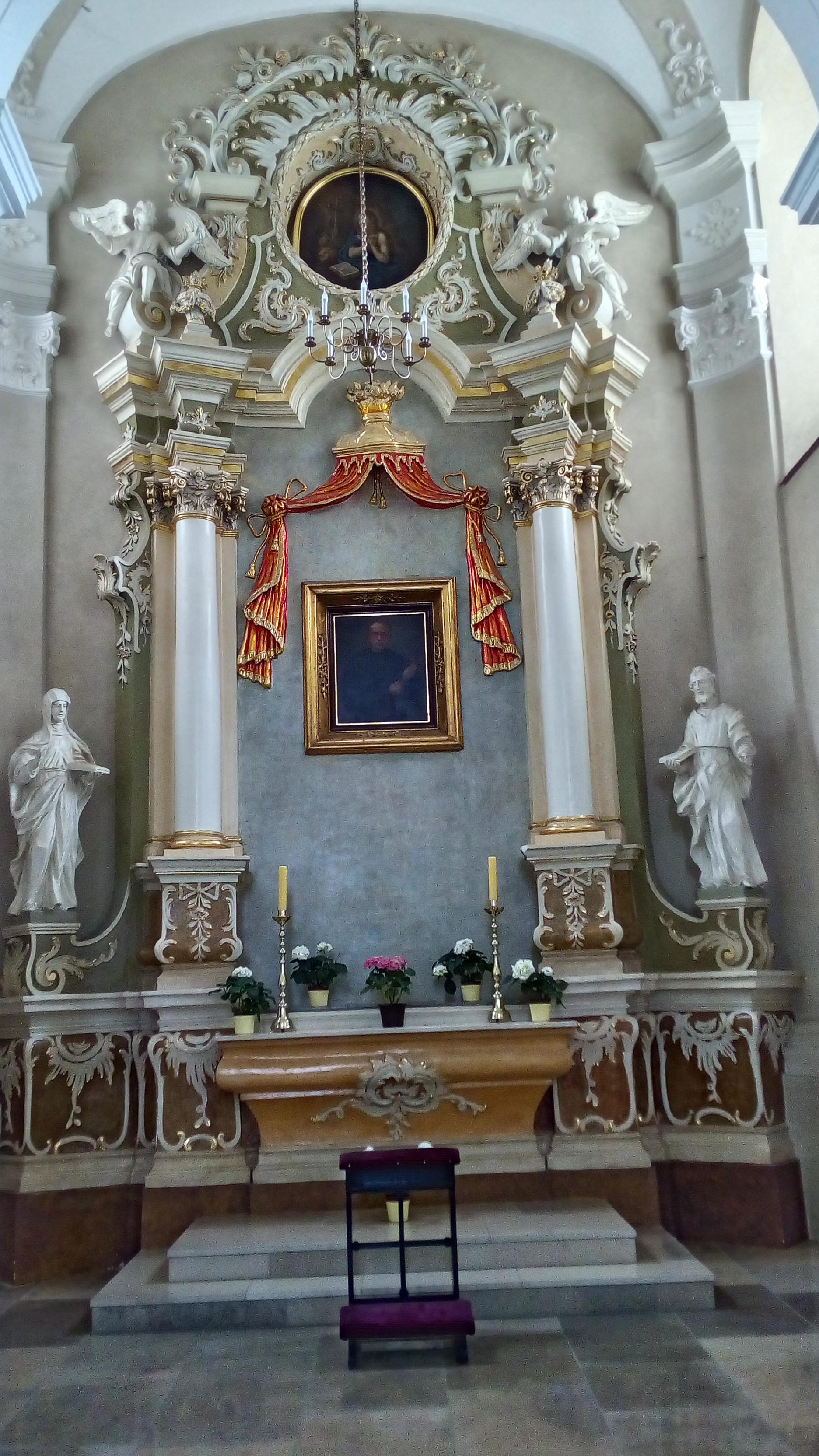
Ołtarz Świętego Maksymiliana Marii Kolbego
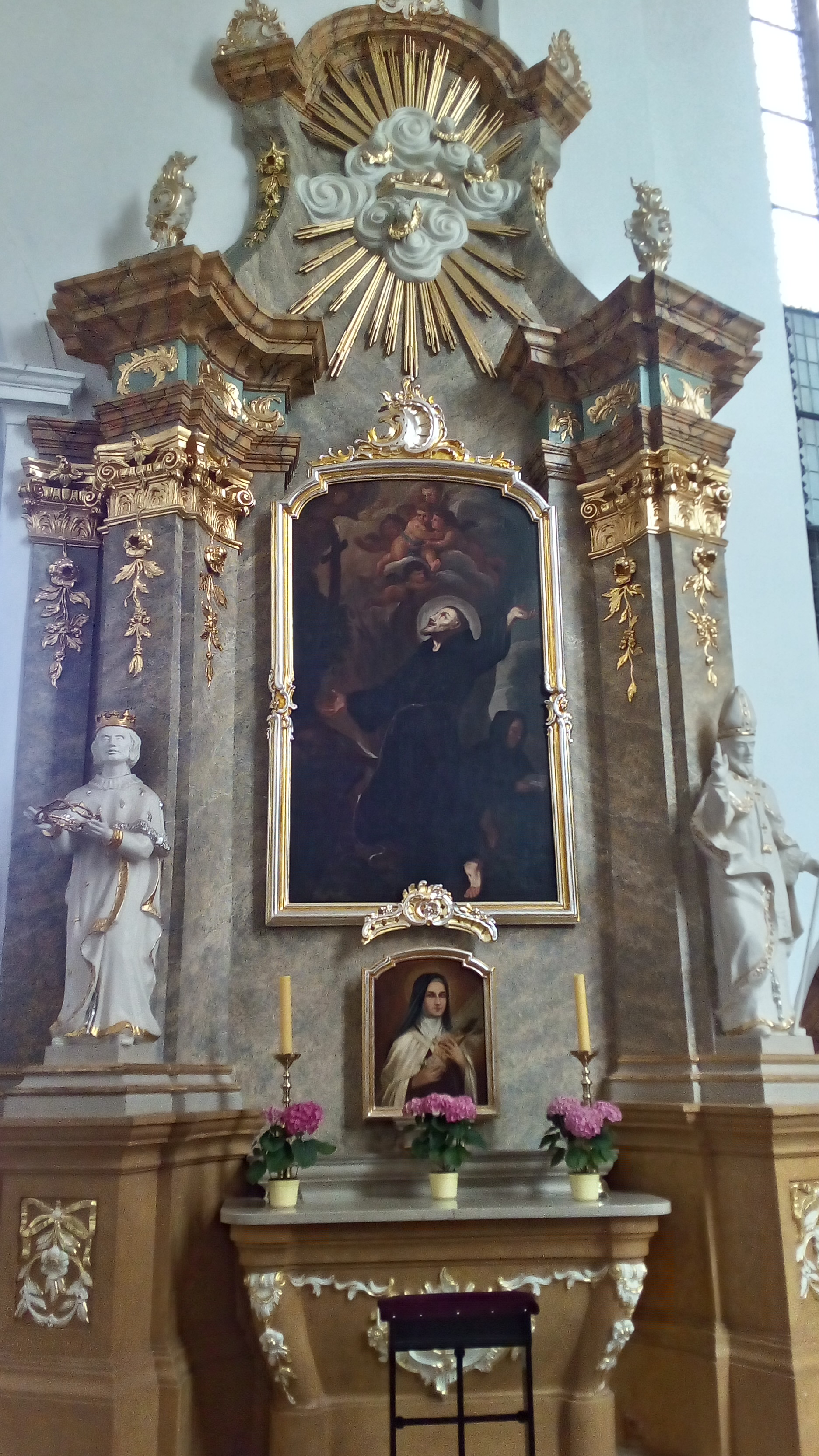
Ołtarz boczny Świętego Franciszka w nawie głównej
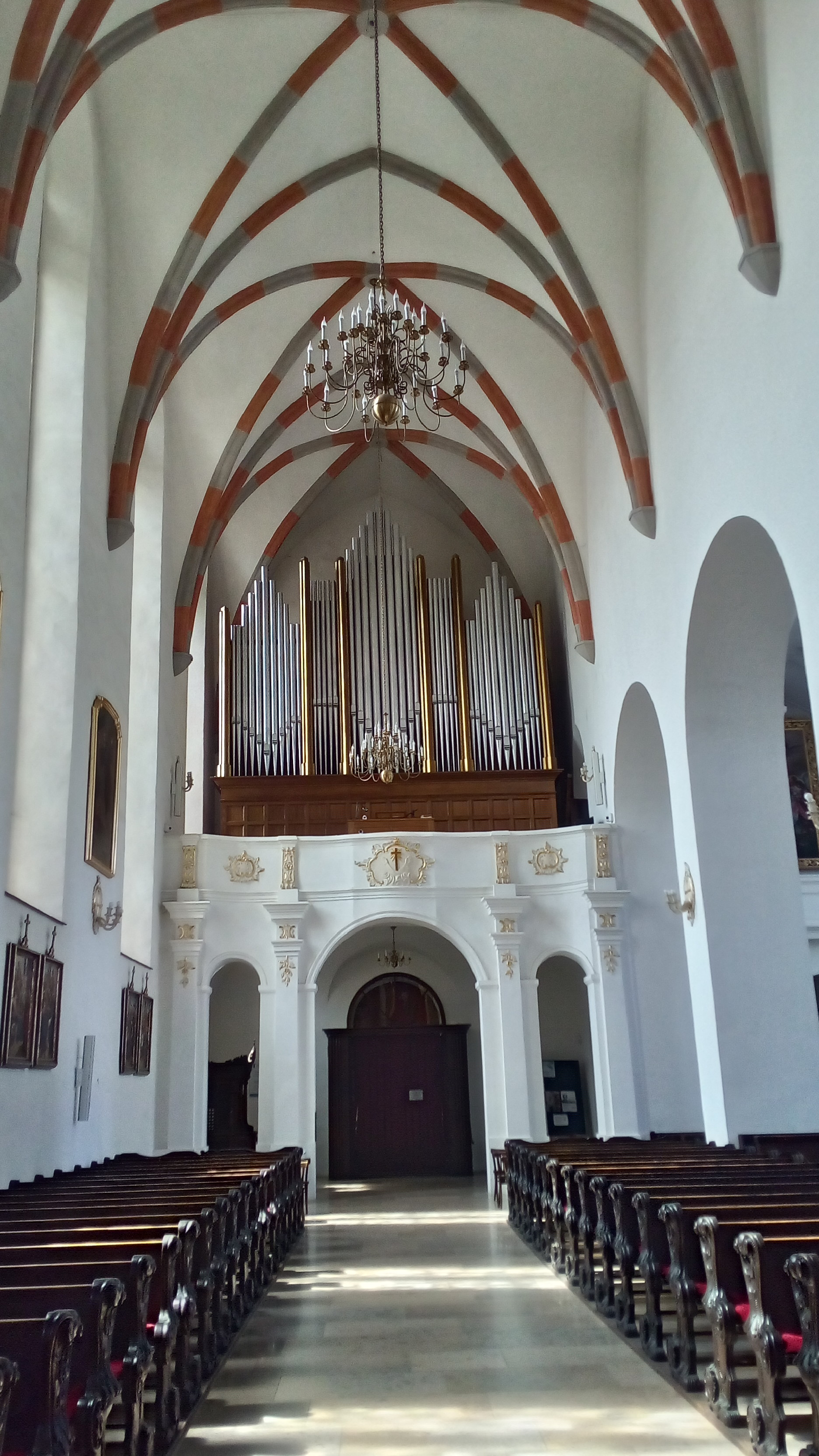
Prospekt organowy i chór (2018)
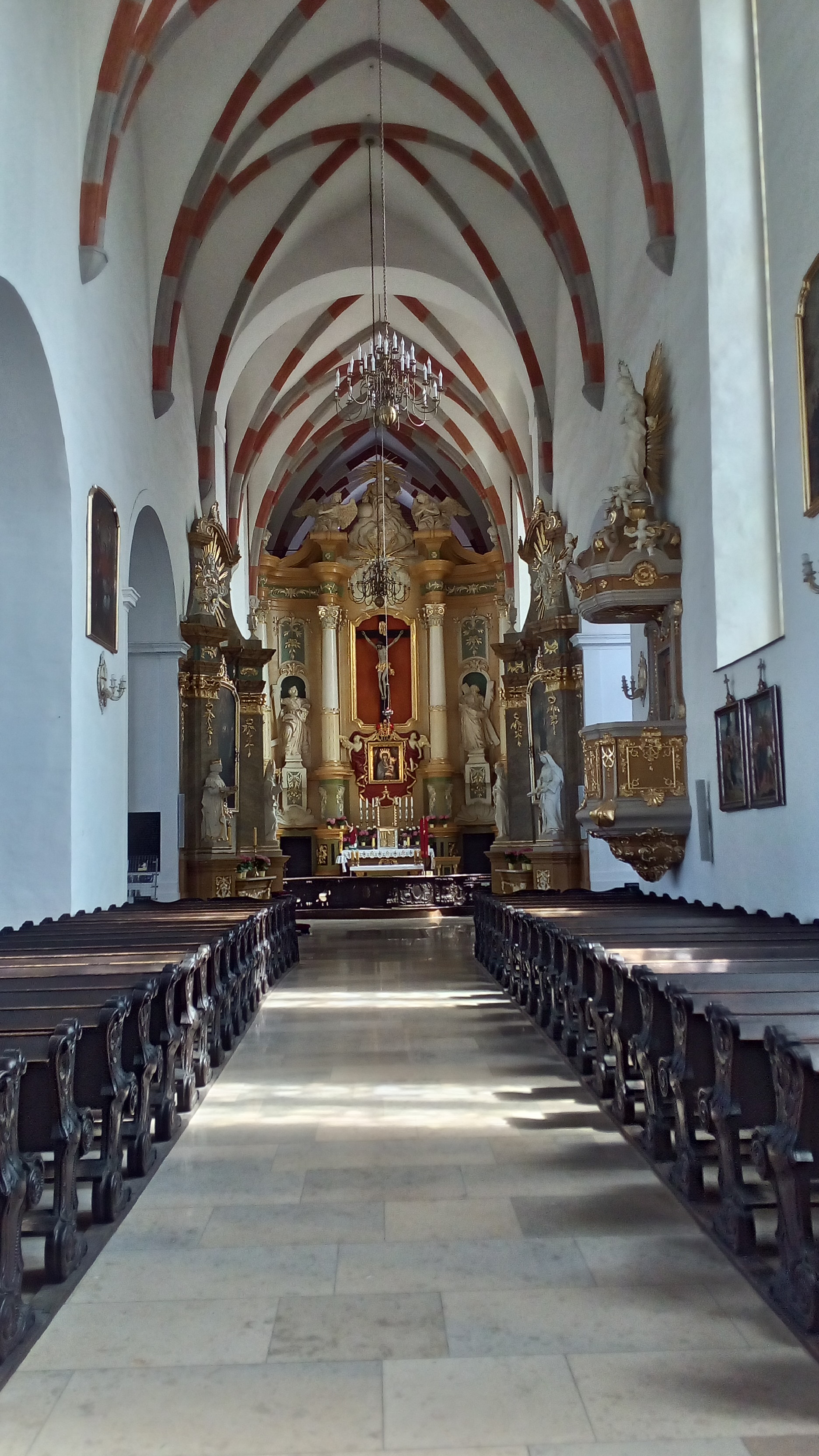
Nawa główna
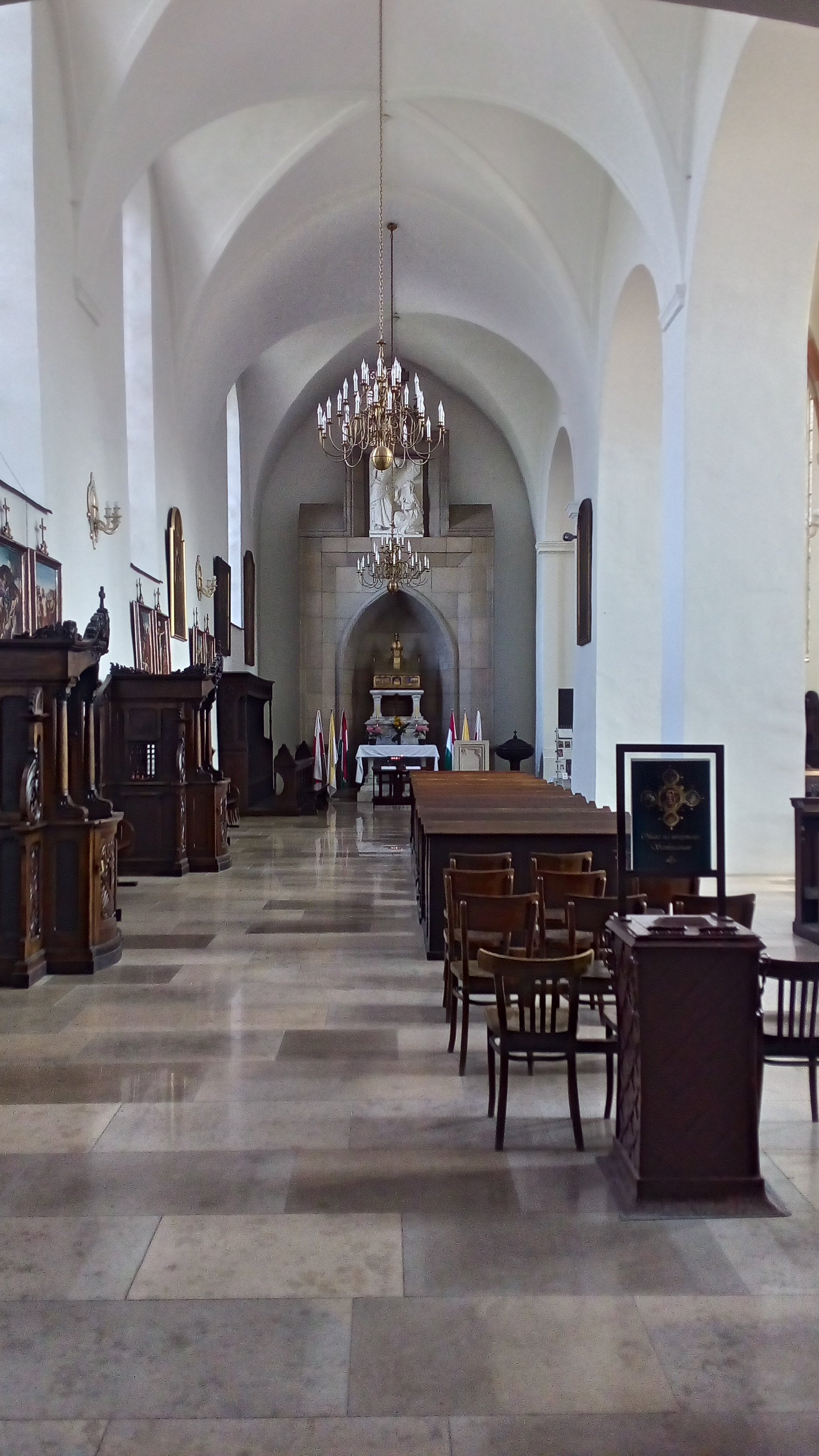
Nawa boczna (dawne oratorium klarysek)
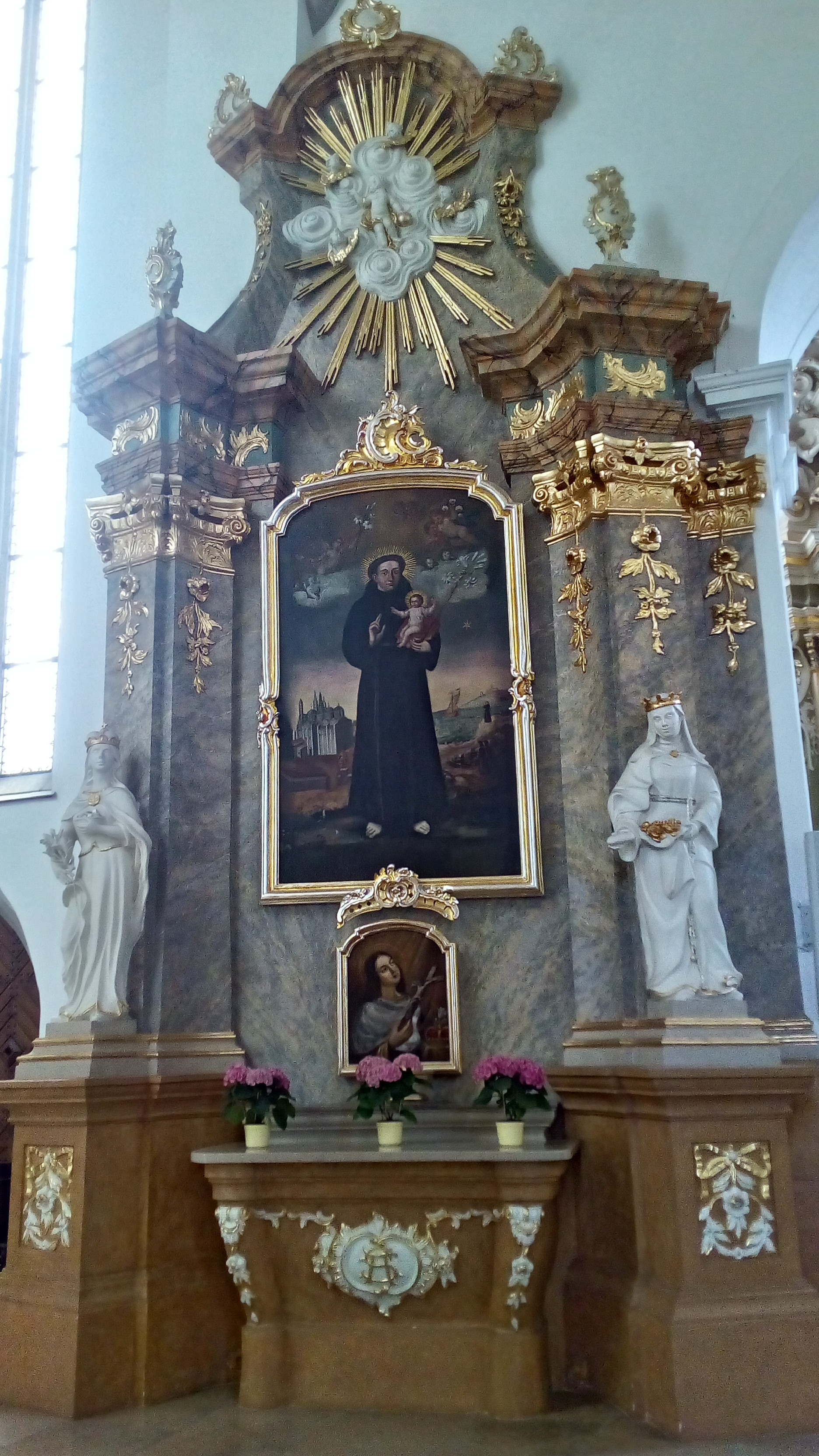
Ołtarz boczny Świętego Antoniego w nawie głównej
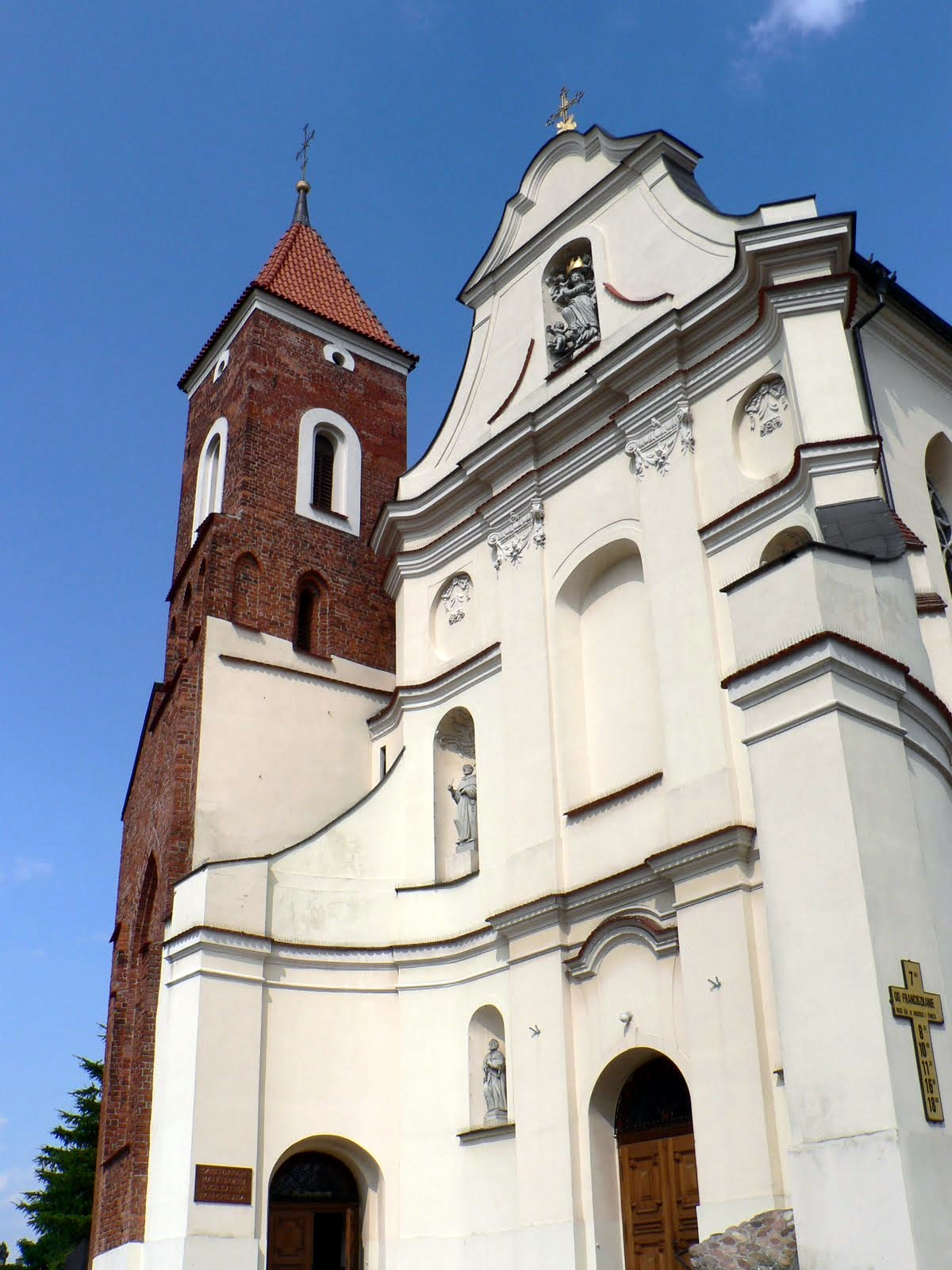
Kościół Franciszkanów
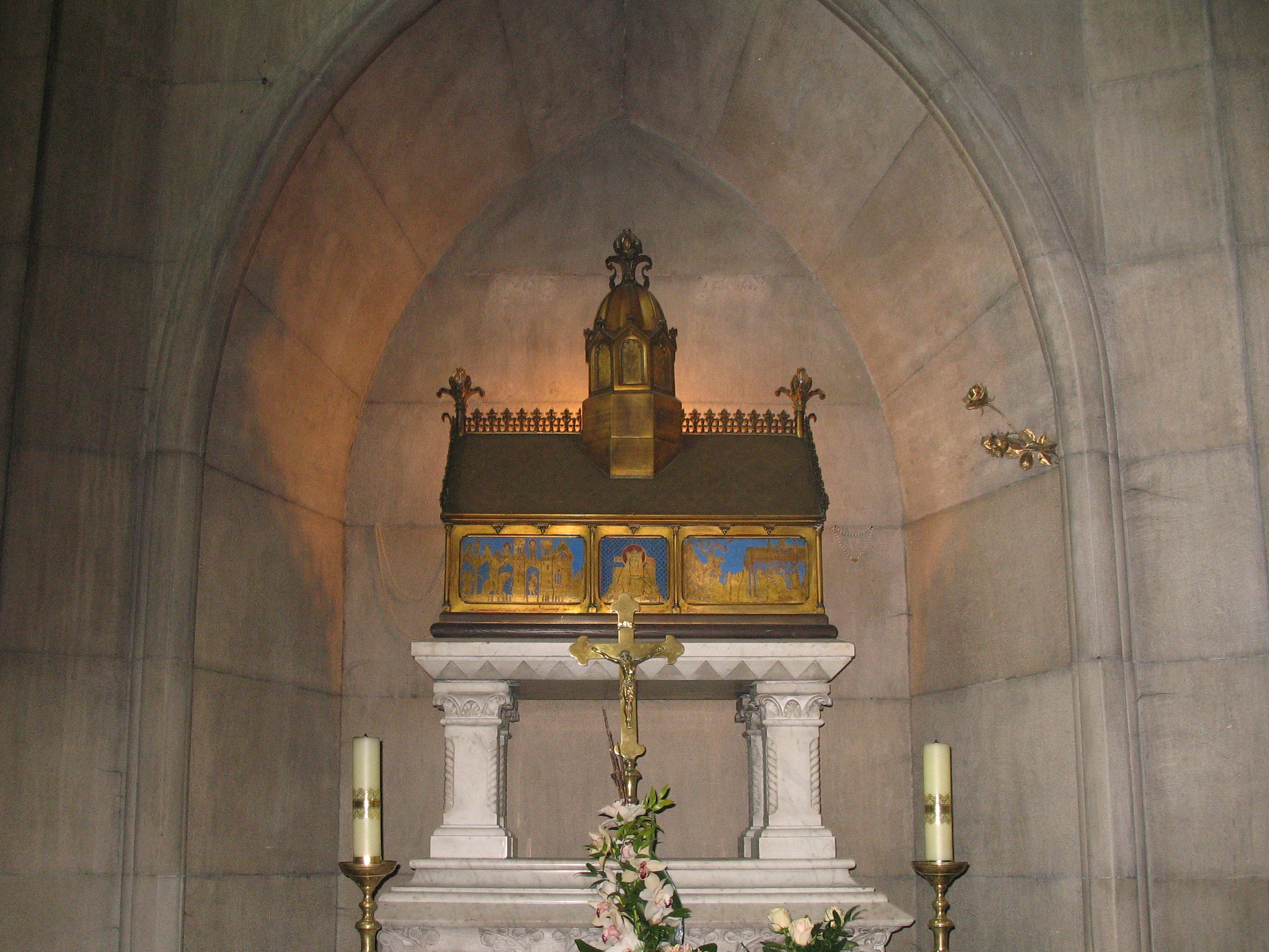
Relikwiarz bł. Jolenty w dawnym oratorium klarysek
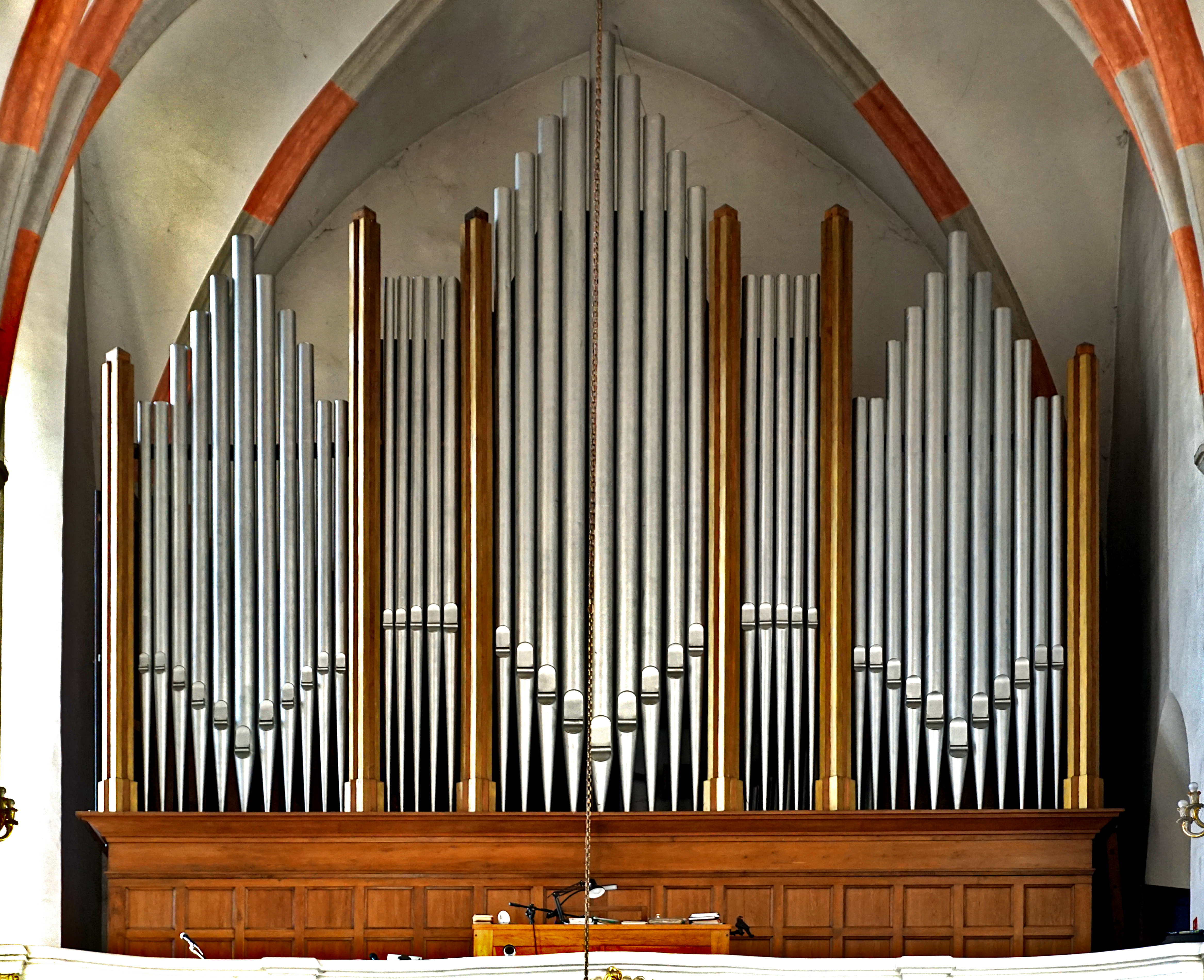
Organy autorstwa Stefana Krukowskiego